# لورانس حداد
لورانس حداد (بالإنجليزية: Lawrence Haddad)‏ هو اقتصادي بريطاني، ولد في 17 يونيو 1959 في جوهانسبرغ في جنوب أفريقيا.